# Gammiella pterogonioides
Gammiella pterogonioides là một loài Rêu trong họ Sematophyllaceae. Loài này được (Harv.) Paris mô tả khoa học đầu tiên năm 1909.